# مارك 27 (قنبلة نووية)
قنبلة مارك 27 النووية هو أحد تصاميم القنبلة النووية الحرارية الأمريكية أواخر 1950. تم تصميم مارك 27 من قبل مختبر كاليفورنيا للإشعاع (UCRL) واصبح الآن مختبر لورانس بيركلي الوطني ابتداء من منتصف الخمسينات. تم إنتاج مارك 27 من عام 1958 وابعد من الخدمة بحلول عام 1965.
كان مفهوم التصميم الأساسي يتنافس مع مختبر لوس ألاموس الوطني (LASL). كان مارك 27 تقريبا ضعف ثقل عائلة مارك دبليو 28 وكان عائدًا من 2 ميغاطن مقابل 1 إلى 1.5 ميغاطن من قنابل مارك دبليو 28.
كانت قنبلة مارك 27 بقطر 30 بوصة (760 ملم) بقطر 124 إلى 142 بوصة (3,100 إلى 3,600 مم) اعتمادا على نسخة محددة. تم إنتاج 700 قنبلة من مارك 27.